# Bahnhof Beilngries
Bahnhof Beilngries ist die Bezeichnung des ehemaligen Bahnhofs in Beilngries. Bei seiner Eröffnung 1888 war er Endpunkt der Sulztalbahn von Neumarkt in der Oberpfalz, die später bis Dietfurt verlängert wurde. Mit der Eröffnung der Bahnstrecke Richtung Eichstätt 1930 wurde der Beilngrieser Bahnhof verlegt. Der erste, alte Bahnhof blieb als Güterbahnhof erhalten. Mittlerweile sind beide Bahnhöfe stillgelegt.

## Geschichte
Bereits kurz nach der Eröffnung der direkten Hauptbahn Nürnberg–Regensburg über Neumarkt in der Oberpfalz wurde im Jahr 1888 die Nebenbahnstrecke entlang im Tal der Sulz nach Beilngries eröffnet. Sie war von Anfang an als Normalspurbahn geplant und konnte – im Gegensatz zur Eichstätter Nebenbahnlinie – nach kurzer Plan- und Bauzeit am 1. Juni 1888 offiziell eröffnet werden.
Die regionalpolitische Situation legte es nahe, das benachbarte Dietfurt an der Altmühl an die Lokalbahnstrecke anzuschließen. Diese Verlängerung wurde mit dem 11. September 1909 vollzogen. Der Bahnhof in Beilngries war ab diesem Zeitpunkt nicht mehr der Endbahnhof der Sulztalbahn, blieb aber bis zum Ende die südliche Leitstelle für die Abwicklung des Personen- und Güterverkehrs.
Die Situation des Beilngrieser Bahnhofs änderte sich erst am Ende der 1920er Jahre. Der Bahnhof war bis dahin ein Kuriosum der bayerischen Eisenbahnlandschaft, bildete er doch zusammen mit dem Lokalbahnhof in Kinding (Eichstätter Lokalbahn) und dem in Greding eine Häufung von Endbahnhöfen, die der Verbindung harrte. Schon mit dem Ausbau – der damals noch meterspurigen Schmalspurbahn von Eichstätt nach Kinding – stand die Forderung im Raum, doch einen Lückenschluss zwischen den Städten Eichstätt und Neumarkt zu schaffen. Diese Verbindungsbahn wurde aber von Seiten der Staatsbahnverwaltung verhindert. Einer weiteren Planung nach 1919 standen zum einen die schwierige wirtschaftliche Lage, zum anderen die verschiedenen Spurweiten im Wege.
Erst ein wirtschaftliches Aufbauprogramm in den 1920er und 1930er Jahren sollte einen Lückenschluss ermöglichen. Im Zusammenhang mit der Altmühlregulierung wurde eine Bahnstrecke zwischen Kinding – dem damaligen Endpunkt der Eichstätter Lokalbahn – und Beilngries realisiert. Die Strecke von Beilngries aus wurde bis Kipfenberg weitergeführt. Beilngries erhielt – die Streckenführung erforderte es – einen neuen Bahnhof. Bis 1935 wurde auch die Schmalspurbahn von Eichstätt bis Kinding ausgebaut, so dass ein Normalspurbetrieb zwischen Neumarkt und Ingolstadt stattfinden konnte.
Aber bereits in den 1950er Jahren wurden die Errungenschaften der vorhergehenden Jahrzehnte beseitigt. Die Deutsche Bundesbahn legt 1956 den Streckenabschnitt zwischen Kinding und Beilngries still. Beilngries war damit nur noch ein Durchgangsbahnhof zwischen Neumarkt und Dietfurt mit Anschluss an einige Gewerbegleise. Mit der Stilllegung der Strecke nach Dietfurt 1967 war Beilngries wieder Endbahnhof der Sulztalbahn.
1987 war auch das Ende dieser Nebenbahn beschlossene Sache. Zum einen hatte die Bundesbahn die Nebenstrecke schon seit längerem aus der Investitionsliste gestrichen, zum anderen erforderte der Bau des Main-Donau-Kanals einen großen Teil des Bahngeländes. Kurz nachdem der letzte Zug Beilngries verlassen hatte, wurde die Strecke abgebaut.
Heute ist von den Bahnanlagen nicht mehr viel übrig. Zum einen steht der alte Bahnhof an seinem ursprünglichen Ort, ab dem 13. Dezember 1993 dekoriert mit einer ausrangierten Düsseldorfer Straßenbahn [Wagen Nr. 916 der Rheinischen Bahn-Gesellschaft von 1924, laut Fahrzeugunterlagen des Vereins Linie D – Arbeitsgemeinschaft historischer Nahverkehr Düsseldorf e.V.], deren Bezug zur Historie von Beilngries, seinem Bahnhof und seinem Bahnverkehr fragwürdig ist. Zum anderen finden sich neben der B 299 noch die Überreste des alten Bahndamms nach Dietfurt.

## Bauliche Situation

### Lage
Der Beilngrieser Bahnhof lag nördlich der Stadt, zwischen 900 und 500 Metern entfernt an der Seite des Flüsschen Sulz, die im weiteren Verlauf in die Altmühl einmündet. Er lag zwischen dem Ludwig-Donau-Main-Kanal im Norden und der Altstadt, bot damit nicht nur für den Güterverkehr eine günstige und schnelle Anschlussmöglichkeit zum Warentransport.

### 1888
Lage der erhaltenen Gebäude des alten Bahnhofs
In einer Kurve nach Südosten erreichte die Bahnlinie den »alten Bahnhof«. Das Hauptgleis erweiterte sich zu einer dreiteiligen Gleisharfe, an die sich südöstlich ein mehrgleisiger Holzladeplatz anschloss. Im Zuge der Erweiterung nach Dietfurt wurde das mittlere Geleise als Hauptgleis fortgesetzt und führte über einen Bahndamm und eine Brücke nach Dietfurt weiter.
Im Norden stand ein zweiständiges Maschinenhaus mit Dienstwohnhaus. Im Süden befand sich der eigentliche Bahnhof mit einer Ladehalle und -rampe. Die Ladehalle wich einem Anschluss zu einem privaten Lagerhaus, das mit einer Drehscheibe erschlossen wurde. Das Betriebsgebäude aus der Anfangszeit ist als einziges heute noch vorhanden und wird als Gaststätte genutzt.
Im Zuge des Anschlusses der Sulztalbahn nach Kinding und weiter nach Eichstätt wurde der erste Beilngrieser Bahnhof umgewidmet und erhielt die Bezeichnung »Güterbahnhof«.

### 1930
Ungefähre Lage des neuen Bahnhofs (nicht mehr erhalten)
Der neue Bahnhof befand sich nördlich des alten Bahnhofs und erstreckte sich in Nord-Süd-Richtung. Seine der Nutzungslänge nach hauptbahnmäßig ausgelegten drei Gleise ermöglichten einen durchgehenden Zugbetrieb von Neumarkt nach Eichstätt und von Neumarkt nach Dietfurt. Dies wäre mit dem alten Bahnhofsgelände nicht möglich gewesen, so dass ein Neubau erforderlich wurde, der nun als Trennungsbahnhof fungierte.
Das Betriebsgebäude war sehr großzügig ausgestattet. Im oberen Geschoss lagen Dienstwohnungen, im Erdgeschoss der Warteraum und der Fahrkartenschalter für die Reisenden. Auf der Bahnsteigseite, die überdacht war, fand sich des Weiteren ein hervorspringender verglaster Anbau mit dem Stellwerk. Die Weichen waren bis zum Abbau der Anlagen mechanisch gestellt.
Dem Betriebsgebäude war ein Ladeschuppen mit Stumpfgleis zugeordnet, der den Güterverkehr abwickelte. Der neue Bahnhof nahm ab 1930 den gesamten Personenverkehr in Beilngries auf und wurde 1956 umgebaut, da die anfängliche Hauptverbindung von Neumarkt über Beilngries nach Eichstätt eingestellt wurde. Aus dem ehemaligen Hauptgleis wurde ein Anschlussgleis für ein Lagerhaus.

## Rückbau der Strecken 1956 bis 1989
1935 war die Strecke von Neumarkt über Beilngries, Kinding und Kipfenberg nach Eichstätt (Bahnhof) zum ersten Mal durchgängig befahrbar. Doch schon zwanzig Jahre später begann die Deutsche Bundesbahn mit dem Rückbau der Strecke. 1956 wurde der Abschnitt zwischen Beilngries und Kipfenberg für den Personenverkehr stillgelegt und teilweise abgebaut. Aus dem Verkehrsknoten Beilngries wurde wieder ein einfacher Durchgangsbahnhof.
Der weitere Rückbau erfolgte mit der Stilllegung des Abschnitts zwischen Beilngries und Dietfurt. Die Stadt verfügte nun über einen Personenbahnhof (neuer Bahnhof) und den alten Bahnhof, über den der Fracht- und Güterverkehr abgewickelt wurde.
Im September 1987 endete in Beilngries endgültig das Zeitalter der Eisenbahn: Der 25. des Monats war der letzte Betriebstag der Personenbeförderung auf der Sulztalbahn. Nach 99 Jahren kam deren Ende. Gelegentlicher Güterverkehr und Sonderzüge verkehrten noch bis in den Juli des Jahres 1989. Doch mit dem Heranrücken der Großbaustelle des Main-Donau-Kanals begann die Deutsche Bundesbahn mit dem Rückbau der Strecke.

## Gegenwart
Die Relikte der Eisenbahnzeit in Beilngries sind spärlich. Das ehemalige Bahnareal ist zum Großteil unter der Main-Donau-Großschifffahrtsstraße und dem Neubau der Bundesstraße 299 verschwunden. Einzig das alte Betriebsgebäude aus dem Jahr 1888 ist noch erhalten geblieben. Hier ist heute eine Gastwirtschaft untergebracht, die ansonsten die Struktur des Gebäudes gut bewahrt hat. Nördlich davon befand sich ehemals die Einfahrt in den alten Bahnhof; der neue lag weiter nördlich auf der Höhe des heutigen Yachthafens.
Neben der Rampe zur Überführung der Bahnlinie nach Dietfurt über die Maria-Hilf-Straße kann der Verlauf der Strecke noch gut an den Straßen und Wegen nachvollzogen werden. Die Trasse Richtung Eichstätt ist mittlerweile durch die Wohnbebauung nicht mehr erkenntlich. Als weiteres Relikt blieb im Stadtbild von Beilngries die Bahnhofstraße erhalten. Im Juli 2020 wurden die Bahnstrecken Neumarkt–Beilngries–Anschluss Schnellbahnstrecke im Positionspapier des VDV als zu reaktivierende Bahnstrecken neu aufgenommen.